# Цзяо Чжиминь
Цзяо Чжими́нь (кит. упр. 焦志敏, пиньинь Jiāo Zhìmǐn, р.1 декабря 1963) — китайская спортсменка, игрок в настольный теннис, призёр Олимпийских игр.

## Биография
Цзяо Чжиминь родилась в 1963 году в городском округе Ичунь провинции Хэйлунцзян. В 1983 году она завоевала бронзовую медаль Кубка Азии, а на Спартакиаде народов КНР обыграла трёх чемпионок мира. На чемпионате Азии 1984 года она завоевала бронзовые медали в одиночном разряде и миксте (и золотую медаль в составе команды). В 1985 году она выиграла Кубок Азии, а на чемпионате мира завоевала бронзовые награды в парах и миксте. В 1986 году она завоевала три медали чемпионата Азии и три медали Азиатских игр. В 1987 году она опять выиграла Кубок Азии, а на чемпионате мира завоевала бронзовую медаль в парах и серебряную — в миксте (и стала обладательницей золотой медали в составе команды). В 1988 году она завоевала две серебряные медали чемпионата Азии, а на Олимпийских играх в Сеуле завоевала бронзовую медаль в одиночном разряде и серебряную — в парном.
В 1989 году Цзяо Чжиминь вышла замуж за другого бронзового призёра Олимпиады-88: южнокорейца Ан Джэ Хёна. В 2004 году она вернулась в КНР и организовала собственное ток-шоу на спортивном телеканале CCTV-5.